# Caminos del mundu (álbum de Héctor Braga)
Caminos del mundu es el tercer disco de Héctor Braga publicado por el sello asturiano Algamar en 2010

## Canciones
Todos los temas tradicionales y de dominio público salvo que se indique lo contrario.
| #   | Canción               | Compositor(es) | Duración |  |
| --- | --------------------- | -------------- | -------- |  |
| 1.  | "Que me oscurece"     |                | 3:01     |  |
| 2   | "Del emigrante"       | Héctor Braga   | 3:48     |  |
| 3.  | "Niña de la arena"    |                | 3:40     |  |
| 4.  | "El carboneru"        |                | 3:08     |  |
| 5.  | "Casadina"            |                | 4:37     |  |
| 6.  | "Caminos del mundu"   | Héctor Braga   | 4:29     |  |
| 7.  | "Xácaras de Maruxina" |                | 5:08     |  |
| 8.  | "Yerbabuena"          |                | 3:09     |  |
| 9.  | "Madrugues tanto"     |                | 2:49     |  |
| 10. | "Toles estrelles"     |                | 3:50     |  |
| 11. | "Soy de Pravia"       |                | 3:14     |  |

## Curiosidades
- Varios instrumentos tradicionales se grabaron por línea y con diferentes cadenas de efectos y amplificadores.

## Invitados y colaboraciones
Varios músicos colaboran tocando instrumentos.
- Tino Díaz - Bajo fretless
- Pepín de Muñalén - Flauta
- Marco Guardado - Batería
- Alberto Ablanedo - Bouzouki
- Eduardo García Salueña - Teclados
- Daniel Álvarez - Gaita asturiana y Flauta